# Parigi-Camembert 1939
La Parigi-Camembert 1939, sesta edizione della corsa e valida come evento del circuito UCI categoria CB1.1, si svolse l'11 aprile 1939. Fu vinta dal francese Pierre Cloarec.

## Ordine d'arrivo (Top 10)
| Pos. | Corridore         | Squadra        | Tempo |
| ---- | ----------------- | -------------- | ----- |
| 1    | Pierre Cloarec    | Leducq-Mercier |       |
| 2    | Charles Berty     | France Sport   |       |
| 3    | Robert Lemarie    | -              |       |
| 4    | Robert Tanneveau  | Armor          |       |
| 5    | Achille Boutens   | -              |       |
| 6    | Manuel Garcia     | -              |       |
| 7    | Robert Godard     | -              |       |
| 8    | Raymond Lucas     | -              |       |
| 9    | Pierre Spaperi    | -              |       |
| 10   | Galliano Pividori | -              |       |